# بارلو در-مگردچیان
بارلو در-مگردچیان (انگلیسی: Barlow Der Mugrdechian، زاده ۱۹۵۶) یک تاریخ‌نگار، سخنران اهل ارمنستان است. وی در دانشگاه ایالتی کالیفرنیا در فرزنو تدریس می‌کند.